# Leucobryum gunnii
Leucobryum gunnii är en bladmossart som beskrevs av Brotherus och William Walter Watts 1915. Leucobryum gunnii ingår i släktet Leucobryum och familjen Dicranaceae. Inga underarter finns listade i Catalogue of Life.